# 末吉橋 (鶴見川)
末吉橋（すえよしばし）は、神奈川県横浜市・川崎市境の鶴見川に架かる道路橋である。

## 地理
北西から南東方向に流れる鶴見川に架かり、右岸が横浜市鶴見区上末吉五丁目。左岸は川崎市幸区小倉5丁目であるが、下流側100m足らずの位置に市境があり、その先は鶴見区江ケ崎町となる。1.2kmほど上流に神奈川県道111号大田神奈川線の鷹野大橋、1.6kmほど下流には国道1号（第二京浜国道）の新鶴見橋が架かる。
左岸に「末吉橋交差点」、右岸に「上末吉交差点」があり、両交差点の間は神奈川県道14号鶴見溝ノ口線と神奈川県道140号川崎町田線の重複区間となる。鶴見溝ノ口線は右岸南側の鶴見駅方面から末吉橋交差点を右折して末吉橋を渡り、末吉橋交差点で左折して北進し中原区方面へ向かう。末吉橋交差点より北の鶴見溝ノ口線は尻手黒川道路とも称する。川崎町田線は左岸南側の川崎駅方面から末吉橋交差点を左折して末吉橋を渡り、上末吉交差点を右折して西進し綱島街道方面へと至る。末吉橋から上末吉交差点を直進すると環状2号線となり、新横浜方面へと通じる。交通の要衝であることから慢性的な渋滞が生じ、特に川崎駅方面から左折する際の最大渋滞長は460mほどになる。
末吉橋を渡る路線バスは、川崎駅西口と綱島駅を結ぶ川51系統、鶴見駅東口と江ケ崎を結ぶ鶴11系統がいずれも川崎鶴見臨港バスにより運行されている。臨港バスの末吉橋バス停は橋の左岸にあり、右岸には末吉橋西詰バス停がある。横浜市営バスの末吉橋バス停は右岸にあるが、鶴見駅方面と綱島駅または環状2号方面を結ぶ路線のみで、橋を渡る便はない。
橋梁付近の鶴見川左岸には国土交通省の末吉橋水位観測所があり、1944年から観測が続けられている。
横浜市内には、中区の大岡川にも同名の橋が架かる。

## 歴史
この地に最初に橋が架けられた時期は不詳であるが、1881年（明治14年）測量の「第一軍管地方迅速測図」にはこの近辺に橋があったことが確認できる。鶴見川と多摩川は古くから「暴れ川」として知られ、幾度となく水害を起こしてきた。1907年（明治40年）8月に多摩川からの溢水で鶴見川左岸に大きな被害をもたらしたとき以来、鶴見川の治水は長年の悲願であった。1938年6月末から7月初めにかけての豪雨では鶴見川が氾濫し、1200戸を超える住戸が床上浸水に見舞われた。当時の神奈川県知事の半井清は末次信正内務大臣に現地視察を要請。国費による河川改修が決定し、10か年計画の改修工事が1939年11月16日に起工した。
左岸の小倉地区はかつては農業が盛んで、明治初期から大正までトマトが盛んに栽培され、大正時代には2軒のケチャップの工場があった。鶴見川を利用した水運が行われ、末吉橋には製品を積み下ろす中継所が1940年ごろまで設けられていた。右岸の上末吉地区も第二次世界大戦以前は農業地帯で、水蜜桃やキュウリなどの栽培が盛んであったが、戦後は京浜工業地帯の発展に合わせて急速に宅地化が進んだ。
1950年に末吉橋の上流側半分となる部分が架設。1964年には下流側半分が完成し、車道4.5m×往復各1車線、両側に幅1.5mの歩道を持つ総幅員13.3mの橋となった。

## 架替事業
歩道が狭隘であることに加え、竣工から50年が経過し、老朽化が目立ってきたことから、2015年に横浜市と川崎市は共同事業として橋の架け替えに着手すると発表した。横浜市が事業主体となり、費用は両市が半分ずつ負担する。2014年11月に実施した点検では健全度IIと判定されたが、洗掘により橋脚の基礎が露出していることが分かり、2016年12月に再度点検したところ健全度IIIと判定されている。
新たな橋は、車道が幅3.25m×往復各1車線に、左岸の末吉橋交差点の右折車線（幅3.0m）が加わる。右岸の上末吉交差点の右折車線は30mから60mに延ばし、一部が橋梁部にかかる。両側部に、既設橋の2.5倍の幅3.75mの歩道が設けられ、総幅員は13.3mから18.8mに拡幅される。橋脚は既設橋の4基から2基に減じ、降雨時のスムーズな川の流れを確保する。下部工の工事は大成建設・東洋建設の共同企業体が実施する。2019年から2021年にかけて、既設橋の上流側に作業構台、下流側に仮橋を設置。2020年から2022年にかけて、既設橋上部工を撤去。2021年から2023年にかけて、既設橋の橋脚および橋台を撤去。2022年から2026年にかけて、新設橋の橋脚および橋台を築造。2026年から2027年にかけて、新設橋の上部工を架設。2026年から2029年にかけて、仮橋・作業構台が撤去される。橋脚・橋台工事や仮橋・作業構台の設置及び撤去など、河川内の作業は非出水期の11月から5月にかけてしか行うことができず、2019年の着工から2029年の完成まで10年を要する計画である。